# Athamas (Sohn des Oinopion)
Athamas (altgriechisch Ἀθάμας Athámas) ist eine Figur der griechischen Mythologie.
Er ist der Bruder von Talos, Euanthes, Melas und Salagos, seine Schwester ist Merope. Zusammen mit seinem Vater Oinopion und den Brüdern wanderte er von Kreta nach Chios aus.

## Quelle
- Pausanias, Beschreibung Griechenlands 7,4,6